# 韦林根
韦林根是德国巴伐利亚州的一个市镇。总面积14.12平方公里，总人口2959人，其中男性1492人，女性1467人（2011年12月31日），人口密度210人/平方公里。